# Osyris
- Commons
- Wikispecies

Osyris é um género botânico pertencente à família Santalaceae.

## Classificação do gênero
| Sistema | Classificação                   | Referência               |
| ------- | ------------------------------- | ------------------------ |
| Linné   | Classe Dioecia, ordem Triandria | Species plantarum (1753) |